# Amorićani
Amorićani (sum. Mar-tu, akad. Tidnum ili Amurrūm, egip. Amar, heb. אמורי; ʼĔmōrī) su drevni narod zapadnosemitske skupine koji je u drugoj polovici 3. tisućljeća pr. Kr. naseljavao područja sjevernog Levanta i Mezopotamije (današnja Sirija i Irak). Isprva nomadi na području Sirije i Libanona, kasnije naseljavaju gradove u Mezopotamiji. Postupno su prihvatili babilonijsku kulturu, jezik i običaje, pa su kasniji kraljevi amorićanskih dinastija čak nosili i akadska imena (npr. Hamurabi). Tijekom 2. tisućljeća pr. Kr. Amorićani su poklekli pod napadima Hetita i Kasita.

## Poveznice
- Amorićanski jezik
- Semiti
- Babilonija